# Kirche von Forsby

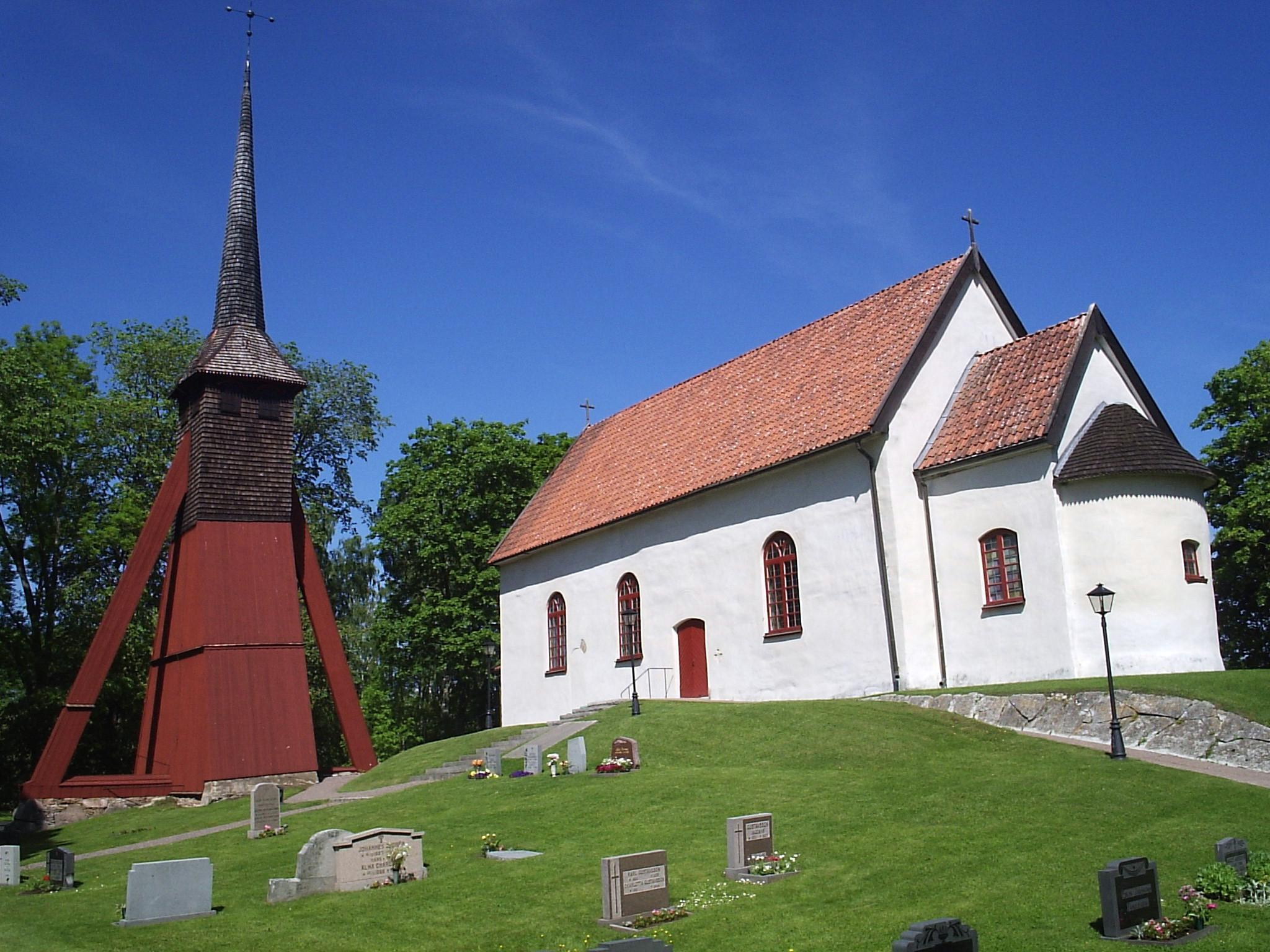
Die Kirche von Forsby

Die Kirche von Forsby liegt einige Kilometer östlich von Skövde (Schweden).
Die Kirche ist eine der wenigen mittelalterlichen Kirchen Schwedens, die sich genau datieren lassen. Eine Inschrift zeigt das Jahr der Einweihung: August 1135. 
Die Kirche liegt wahrscheinlich auf einem älteren Grabhügel. Sie ist nach romanischem Vorbild erbaut und besteht aus einem Langhaus, Chor und Apsis. Das Langhaus wurde schon während des Mittelalters umgebaut. Die teilweise heute noch vorhandenen Deckengemälde wurden 1745 vom Kirchenmaler Johan Risberg ausgeführt.
Zur Kirche gehören ein hölzerner Glockenturm und ein steinernes Magazin.